# Thaha
Thaha (Nepali थाहा Thaha) ist eine Stadt (Munizipalität) in Zentral-Nepal im Distrikt Makwanpur.
Die Stadt entstand 2014 durch Zusammenlegung der Village Development Committees Bajrabarahi, Daman und Palung.
Die Fernstraße Tribhuvan Rajmarg verläuft durch Thaha.
Das Stadtgebiet umfasst 84,4 km².

## Einwohner
Bei der Volkszählung 2011 hatten die VDCs, aus welchen die Stadt Thaha entstand, 21.717 Einwohner (davon 10.315 männlich) in 4779 Haushalten.